# Dorranai Hassan
Dorranai Hassan (* 31. Januar 2000 in Berlin, Deutschland) ist eine deutsch-afghanische Fußballspielerin.

## Karriere

### Verein
Hassan startete 2009 ihre Karriere beim Hertha 03 Zehlendorf, wo sie sämtliche Jugendteams bis zur B-Jugend durchlief.

### Nationalmannschaft
Im Dezember 2016 nahm sie neben  Shabnam Ruhin von Einigkeit Wilhelmsburg und Mena Ahmadi von FC Bergedorf 85 für die Afghanische Fußballnationalmannschaft der Frauen an der Fußball-Südasienmeisterschaft der Frauen in Indien teil. Hier gab sie am 27. Dezember 2016 bei einer 1:5-Niederlage gegen die Mannschaft Indiens ihr A-Länderspieldebüt für Afghanistan.